# Babylon Berlin
Babylon Berlin est une série télévisée allemande dramatique et policière créée par Tom Tykwer, Achim von Borries et Hendrik Handloegten, diffusée depuis le 13 octobre 2017 sur Sky 1, une chaîne de Sky Deutschland, simultanément en Allemagne et en Autriche. Elle est tirée des romans policiers de Volker Kutscher, Le premier ouvrage de la série écrite par Volker Kutscher s'intitule Der Nasse Fisch (« le poisson mouillé »).
La série est diffusée à partir du 27 août 2018 sur Canal+ en France, et à partir du 5 janvier 2020 sur RTS Un en Suisse. Au Québec, elle va être diffusée sur Télé-Québec à partir du mardi, 28 mai 2024 à 21 h.  Elle reste inédite dans les autres pays francophones.

## Synopsis
L’action est située en 1929 sous la République de Weimar, les mois qui précèdent le Krach boursier. Le personnage principal est l'inspecteur de police Gereon Rath : un homme introverti, tout juste transféré de la ville de Cologne à Berlin, qui tente tant bien que mal de s'acclimater à sa nouvelle vie dans la capitale en ébullition. Au cours de ses péripéties, il réussit à trouver une collaboratrice insolite en la personne de Charlotte Ritter : une jeune fille pauvre pleine de culot et prête à tout pour se sortir, elle et sa famille, de leur condition sociale initiale (même à s'imposer dans un univers exclusivement masculin qu'est la police).
Par delà les intrigues policières proprement dites et la psychologie complexe des personnages, la série décrit la vie quotidienne des différentes classes sociales, de la misère et de la saleté des maisons de rapport surpeuplées, (Mietskaserne (de)) à l’opulence et l'insouciance des classes aisées de Berlin. Il est aussi question de la vie nocturne trépidante du Berlin des « années folles » (« Goldene Zwanziger (de) », littéralement « années dorées ») dans des boîtes de nuit comme le Moka Efti, ainsi que des conflits politiques qui se soldent souvent par des assassinats et des massacres.
Certains des personnages de la série appartiennent, en effet, à divers groupements d’extrême-gauche (trotskystes, stalinistes, etc.), d’autres sont des réactionnaires nostalgiques qui rêvent de restaurer l'Empire allemand d'avant 1918 (dans une Allemagne où le spectre de la défaite de la Grande Guerre hante la société), d'autres appartiennent à un groupuscule ultranationaliste violent encore assez méconnu dans la société. La fragilité de la démocratie allemande de l'entre-deux-guerres, assaillie par des forces radicalisées de tous bords politiques, est ainsi mise en relief.

## Distribution

### Rôles principaux
- Volker Bruch (VF : Thibaut Lacour) : commissaire Gereon Rath, vétéran de la Première Guerre mondiale et policier à Cologne puis à Berlin, ami de la famille de Konrad Adenauer[Note 1]. Rath s'efforce de concilier sa foi catholique et sa relation amoureuse extrêmement sensible avec la propre veuve de son frère, Helga Rath. Rath souffre d'un trouble de stress post-traumatique (TSPT), lié à son vécu lors de la guerre et à son complexe du survivant, alors que son frère Anno Rath est toujours considéré comme disparu au combat. Secrètement, il soigne ses crises par automédication, en prenant de la morphine et du pentobarbital lors des situations de stress intenses.
- Liv Lisa Fries (VF : Alice Taurand) : Charlotte « Lotte » Ritter, jeune fille délurée (« flapper » ), âgée de 23 ans. Elle vit avec sa famille dans un taudis de Wedding, dans le nord-ouest de Berlin. Elle travaille simplement comme employée administrative au siège de la police berlinoise, en cataloguant les photographies des victimes de meurtres pour le Département des enquêtes criminelles (dirigé par Ernst Gennat), mais elle a quand même l’ambition de devenir la première femme détective dans l’histoire de la police berlinoise. Elle se prostitue aussi occasionnellement dans les sous-sols du cabaret Moka Efti pour arrondir les fins de mois.
- Peter Kurth (VF : Gérard Darier) : commissaire Bruno Wolter, collègue de Gereon Rath. Derrière une allure de brute sympathique, cet homme dur extorque des faveurs sexuelles aux prostituées non enregistrées, œuvre dans l'ombre dans un réseau qui cherche à renverser la démocratie allemande et à rétablir l'empereur sur son trône, et peut même assassiner ses collègues policiers de sang-froid s'ils ne vont pas dans son sens. Il se montre cependant d'une grande affabilité envers Charlotte Ritter, par exemple en la réconfortant et en lui payant les frais d'obsèques lors du décès de sa mère. (Saisons 1-2)
- Matthias Brandt (VF : Thierry Kazazian) : August Benda, chef de la Police politique de Berlin. C'est un juif social-démocrate, enquêteur tenace et fervent défenseur de la République de Weimar. Il est détesté par les monarchistes, les communistes et les nazis. Depuis des années, il enquête sur la constitution d'une armée secrète qui violerait les accords du traité de Versailles de 1919. Il appelle cette armée de l'ombre la « Reichswehr noire » (Schwarze Reichswehr) et juge qu'à moins d'être arrêtés, ses membres vont renverser la République et plonger l'Europe dans une autre guerre mondiale. Le personnage est inspiré de Bernhard Weiss.
- Leonie Benesch (VF : Camille Donda) : Greta Overbeck, amie d’enfance de Charlotte Ritter et domestique chez la famille Benda. Fille-mère profondément affligée, car ayant dû abandonner son enfant faute de pouvoir subvenir à ses moyens, elle tombe éperdument amoureuse d'un communiste qui se révèle, en réalité, être un nazi qui mène une double vie et la manipule pour lui faire commettre l'impensable : l'assassinat de son propre employeur, le conseiller Benda, en dissimulant une bombe chez lui. (Saisons 1 à 3)
- Lars Eidinger (VF : Jérôme Pauwels) : Alfred Nyssen, noble et industriel dans l’armement ayant de nombreuses relations avec les militaires (pour reconstruire une armée allemande)[5],[Note 2]. Comme il l'a dit dans une conversation avec le conseiller Benda, Nyssen estime que la République est une aberration et que l'absence de monarchie est une honte pour l'Allemagne. Maniaco-dépressif, il a un comportement lunatique et fait une tentative de suicide. Il en conçoit l'intuition délirante mais géniale du Krach de 29, dans la troisième saison, ce qui l'amène à faire un pari rocambolesque : faire tapis de la fortune familiale dans un shorting de la bourse.
- Benno Fürmann : Gottfried Wendt, sordide conseiller de police, assistant personnel du Président du Reich Paul von Hindenburg, membre de la Reichswehr noire, successeur ultérieur d'August Benda à la tête de la police politique. Il est un personnage récurrent de la saison 3. Il a des liaisons avec le NSDAP, a une allure de psychopathe sans état d'âme, est prêt à empiler les cadavres pour son ascension sociale et a une ressemblance physique frappante avec Reinhard Heydrich. Le rôle est probablement basé sur le personnage de  Hans Friedrich Wendt (de), qui, avec deux camarades (Hanns Ludin et Richard Scheringer (de)), a commencé à créer des cellules secrètes nationales-socialistes dans la Reichswehr en 1929.

### Seconds rôles
- Ernst Stötzner : le général major Kurt Seegers, membre de l’État-Major de l’armée allemande. Il a été le supérieur de Bruno Wolter pendant la Grande Guerre. Il a secrètement créé une armée grande et moderne pour l'Allemagne grâce à l'utilisation de bases militaires secrètes et d'usines d'armement en Union soviétique. Ses actions, bien qu'en violation du traité de Versailles, sont connues et approuvées par le président allemand Paul von Hindenburg et « la moitié du Reichstag », et il ordonne régulièrement l'assassinat des journalistes et des enquêteurs qui scrutent de trop près ses activités secrètes. Il est le cerveau d'un coup d'État ourdi pour renverser la République de Weimar et arrêter tous les hommes politiques voulant s'y opposer, afin de restaurer le pouvoir l'empereur Guillaume II.
- Denis Burgazliev (de) (VF : Loic Houdré) : colonel Trochine, diplomate soviétique et officier de la police secrète de Joseph Staline. Sous les ordres de ses supérieurs, il enlève régulièrement, dirige la torture et organise l'assassinat des supposés anti-staliniens de la communauté russe de Berlin. Avec l'aide de Charlotte Ritter, Gereon Rath relie de façon probante Trochine, ainsi que le personnel de l'ambassade soviétique, aux meurtres à la mitraillette de quinze trotskistes retrouvés dans une fosse commune dans la forêt et à l'enlèvement, la torture et l'assassinat d'un seizième trotskiste, retrouvé flottant dans le Landwehrkanal. Grâce à ces preuves, Benda exerce un chantage sur Trochine, car bien que ce dernier et son personnel possèdent l'immunité diplomatique, Trochine sait que Staline le torturera et le fusillera pour avoir été confondu. En conséquence, il vole les preuves de la collusion soviétique avec la « Reichswehr noire », et les remet à Rath et à Benda. (Saisons 1-2)
- Severija Janušauskaitė (VF : Sophie Riffont) : comtesse Svetlana Sorokina, émigrée russe. Elle est aussi le chanteur travesti Nikoros[Note 3] au Moka Efti et espionne pour la police secrète soviétique. Femme fatale, elle est la maîtresse secrète d'Alexei Kardakov et aussi d'Alfred Nyssen et mène un double jeu avec ses amants. (Saisons 1-2)
- Hannah Herzsprung (VF : Sandra Valentin) : Helga Rath, qui entretient une relation depuis plus de dix ans avec Gereon Rath. Elle est la veuve d'Anno Rath, frère de Gereon, disparu au combat.
- Ivo Pietzcker : Moritz Rath, fils d'Anno et Helga Rath. Son oncle Gereon Rath est son père de substitution.
- Ivan Shvedoff (de) : Alexei Kardakov, un réfugié russe anti-stalinien et chef de la cellule trotskiste la « Forteresse rouge » à Berlin. Pourchassé, il vit un véritable calvaire et échappe miraculeusement à la mort à plusieurs reprises avec des blessures graves. (Saisons 1-2)
- Joachim Paul Assböck (de) : Major Beck, membre de la « Reichswehr noire ».
- Anton von Lucke (VF : Benjamin Bollen) : Stephan Jänicke, jeune détective timide de la police berlinoise, affecté par le conseiller Benda à une enquête sur le commissaire Bruno Wolter et sur ses liens avec la « Reichswehr noire ». (Saisons 1-2)
- Mišel Matičević (de) (VF : Frédéric Popovic) : Edgar « l'Arménien », propriétaire du cabaret Moka Efti et chef de bande d'une ligue criminelle. C'est un gangster toujours habillé impeccablement, mais impitoyable et aux principes rigoureux, faisant souvent référence à la Bible pour légitimer ses actes. Il prétend « posséder la police » et fait régulièrement appel à l'intimidation et au chantage pour obtenir ce qu'il veut. Cependant, pour des raisons qui lui sont propres, il protège en secret Gereon Rath.
- Henning Peker (de) : Franz Krajewski, un ex-militaire et ex-policier devenu clochard et toxicomane à cause de problèmes psychiques liés à la guerre. (Saisons 3)
- Marc Hosemann (de): Johann König, photographe et pornographe.
- Fritzi Haberlandt (VF : Jessie Lambotte) : Elisabeth Behnke, une veuve de guerre qui est la patronne de la pension de famille où vit Gereon Rath. En manque affectif depuis la perte de son mari, elle semble tomber amoureuse de n'importe quel homme. Elle est présumée être la maîtresse secrète de Bruno Wolter, qui a servi avec son mari pendant la Grande Guerre.
- Jördis Triebel : Dre Völcker, médecin dans les bidonvilles de Kreuzberg et haute responsable du Parti communiste d'Allemagne, elle a un comportement assez rustre.
- Frank Künster (de) : « Saint Joseph », c'est un assassin, tatoué, très craint dans le milieu du crime dirigé par Edgar « L'Arménien ». Il porte régulièrement la soutane avec le col romain d'un prêtre catholique pour détourner les soupçons lors de missions pour son patron. (Saisons 1-2)
- Waléra Kanischtscheff (de) : Mikhail Faline, un fonctionnaire de l'ambassade soviétique et assassin pour la police secrète de Staline.
- Larry Mullins (alias Toby Dammit) : Willy Schuricke, batteur dans l'orchestre du cabaret Moka Efti.
- Jens Harzer : Dr Schmidt, psychologue qui s'est spécialisé dans le traitement des anciens combattants de la Première Guerre mondiale, victimes du trouble de stress post-traumatique (TSPT). Le docteur Schmidt pense que le TSPT est une maladie traitable, bien qu'il soit moqué par ses confrères et par le grand public, qui considèrent ses patients comme des lâches ayant déshonoré les morts de la guerre. Le docteur Schmidt a révélé avoir amélioré la vie de plusieurs de ses patients, y compris Edgar « l'Arménien ». Il a rencontré à plusieurs reprises Gereon Rath.
- Karl Markovics : Samuel Katelbach, un journaliste autrichien vivant à la pension de famille d'Elisabeth Behnke, où a vécu Gereon Rath pendant quelque temps.
- Waldemar Kobus (de) : Döhmann, un pharmacien peu scrupuleux chez qui Gereon se procure son médicament contre des photographies pornographiques (détenues par la police des mœurs).
- Hildegard Schrödter (de) : Mina Ritter, mère de Charlotte.
- Irene Böhm (de) : Toni Ritter, sœur cadette de Charlotte.
- Laura Kiehne : Ilse Ritter, sœur aînée de Charlotte.
- Pit Bukowski : Erich, mari de la sœur aînée de Charlotte. Il ne travaille pas, est un véritable goujat et rend la vie quotidienne des femmes de la famille plus difficile qu'elle ne l'est déjà.
- Jacob Matschenz : Fritz, le petit ami de Greta Overbeck. Il adhère au KPD lors des manifestations qui suivent les massacres du 1er mai. Il rencontre Greta et la séduit. Puis, en compagnie de Julius, il met en place une machination dont le but est d'utiliser Greta contre le conseiller Benda. Greta assiste avec Julius à l'assassinat de Fritz, en pleine rue, par la police politique. En réalité, c'est une mise en scène qui vise à manipuler Greta. Fritz est vivant. Membre de la SA, c'est un nazi. (Saisons 1 à 3)
- Julius Feldmeier (de) : Otto Wollenberg dit « Horst Kessel », ami et complice de Fritz. SA-Sturmführer, il dirige durant la saison 3 une troupe de jeunesses hitlériennes à laquelle Moritz adhère contre l'avis de sa mère. Son personnage étant basé sur le vrai Horst Wessel, il finit assassiné par un communiste proxénète. (Saisons 1 à 3)
- Jeanette Hain : Irmgard Benda, épouse du conseiller Benda, maniaque et antipathique à sa domestique Greta Overbeck. (Saisons 1 à 3)
- Marie Gruber : Emmi Wolter, épouse de Bruno. (Saison 1-2)
- Bryan Ferry : chanteur au cabaret Moka Efti. (Saison 1)
- Udo Samel : Ernst Gennat : directeur du Département des enquêtes criminelles[Note 4].
- Thomas Thieme (de) : Karl Zörgiebel (de), le chef de la police de Berlin.
- Christian Friedel : Gräf, photographe de la police.
- Detlef Bierstedt (de) : Gustav Böß, le bourgmestre-gouverneur de Berlin.
- Günter Lamprecht : Paul von Hindenburg, le président du Reich. (Saison 2)
- Werner Wölbern (de) : Gustav Stresemann, le ministre des Affaires étrangères du Reich. (Saison 2)
- Rolf Kanies : Aristide Briand, le ministre français des Affaires étrangères. (Saison 2)
- Meret Becker : Esther Kasabian, épouse d'Edgar « l’Arménien », actrice de cinéma, nom de scène « Esther Korda ». (Saison 3-4)
- Hanno Koffler : Walter Stennes, chef des SA de Berlin (Saison 4)

## Fiche technique
- Il s’agit d’une des séries télévisées les plus chères jamais réalisées, ayant coûté près de 40 millions de dollars.
- La série est déconseillée aux moins de 12 ans en France.
- Elle été réalisée par Tom Tykwer, Hendrik Handloegten et Achim von Borries, qui ont également écrit les scénarios.

## Épisodes
Quatre saisons, en tout quarante épisodes (8 épisodes pour les saisons 1 et 2 ; 12 épisodes pour les saisons 3 et 4), ont été tournés.

### Première saison (2017)
En 1929, le commissaire Gereon Rath, vétéran de la Première Guerre mondiale, est un enquêteur envoyé à Berlin afin de trouver et de détruire un film pornographique utilisé pour faire chanter un politicien dans sa ville natale de Cologne. En parallèle à sa mission, il se retrouve mêlé à des complots et confronté à des adversaires, dont la Reichswehr noire, une organisation militaire clandestine et illégale qui essaie d'importer du gaz toxique de l'Union soviétique et de réarmer illégalement l'Allemagne. August Benda et Karl Zörgiebel, hauts fonctionnaires de la police de Berlin, enquêtent sur ce groupement. Tous les deux sont proches du parti social-démocrate, la principale force politique de la république de Weimar, que la Reichswehr noire souhaite renverser. Parmi les membres de cette organisation figurent des hauts officiers de l'armée allemande, des industriels allemands, dont Alfred Nyssen, qui soutient des idéologies d'extrême-droite, mais également Bruno Wolter, le collègue de Gereon Rath. Ce dernier se méfie de Wolter mais n'hésite pas à s'allier avec lui afin de défendre les intérêts de la police berlinoise, notamment face aux communistes allemands, hostiles à l'extrême-droite et aux sociaux-démocrates.
Dans le même temps, Charlotte Ritter, une habitante des bidonvilles de Berlin-Wedding, fait des travaux ponctuels pour la police berlinoise, où elle côtoie Gereon Rath et Bruno Wolter au quotidien. Elle rêve de devenir la première femme détective dans l’histoire de la police berlinoise. Afin d'accroître ses maigres revenus et de subvenir aux besoins de sa famille dont la situation financière est précaire, elle se prostitue occasionnellement dans les sous-sols du cabaret Moka Efti. Ce lieu est la propriété d'un homme d'affaires connu sous le surnom de « L'Arménien » et affilié à la pègre berlinoise. Outre Charlotte, la comtesse Sorokorina travaille au Moka Efti comme chanteuse habillée en homme, sous le nom de Nikoros, ainsi qu'Alexei Kardakov, un violoniste. Tous les deux sont d'origine russe et entretiennent une relation amoureuse. Cependant, la comtesse Sorikina se révèle être une espionne à la solde du gouvernement soviétique et dont le rôle est de surveiller Kardakov, qui dirige une cellule trotskiste.
Tous ces personnages sont amenés à se rencontrer quand un mystérieux train de l'Union soviétique arrive à Berlin avec le gaz toxique convoité par la Reichswehr noire, mais aussi avec des lingots d’or qui ont appartenu à la noble famille Sorokin avant la révolution russe. Plusieurs factions veulent s’emparer de cet or : les Soviétiques, mais aussi « L'Arménien », la cellule trotskiste dirigée par Kardakov pour financer des activités anti-staliniennes en URSS et la police berlinoise.

### Deuxième saison (2017)
Cette saison de huit épisodes a été diffusée immédiatement après la première, du 10 novembre au 1er décembre 2017.

### Troisième saison (2020)
Le tournage de cette saison de douze épisodes s'est terminé en mai 2019. La diffusion sur Sky Deutschland a été annoncée pour le 24 janvier 2020. Sur ARD, elle est attendue à l'automne 2020.
En France, la troisième saison est diffusée à partir du 6 juillet 2020 sur Canal+. En Suisse, la diffusion de cette saison a commencé le 17 janvier 2021 sur RTS 1.

### Quatrième saison (2022)
En juillet 2020, Tom Tykwer annonce que la crise sanitaire liée à la pandémie de COVID-19 repousse le tournage de la quatrième saison en 2021.
En  janvier 2021, 2 000 figurants sont recrutés par l'agence de casting Agentur Filmgesichter. Et le The Hollywood Reporter confirme que le tournage a commencé le 4 mai 2021.
La quatrième saison est finalement diffusée à partir du 7 octobre 2022 sur Sky. En France elle est diffusée sur Canal+ à partir du 31 juillet 2023.

#### Synopsis
L'action se déroule à Berlin en 1931.
À la suite du krach boursier de 1929, une grande partie de la population allemande se retrouve dans une grande précarité. Pendant que les grandes familles ne manquent de rien et fêtent la nouvelle année en dansant, les chemises brunes des SA attaquent le quartier juif de Berlin avec la complicité des policiers.
L'inspecteur Rath et ses collègues doivent élucider une série de meurtres concernant des attaques de bandes rivales de la pègre berlinoise. De son côté Charlotte enquête sur des jugements effectués par le Juge Voss.
Le colonel Wendt de son côté veut garder la main sur les groupes de la NDSAP berlinois et tente de retrouver les origines de fuites de secrets militaires.

### Cinquième saison (2025)
En juin 2024, une 5e et dernière saison en 8 épisodes est annoncée et le tournage devrait commencer à l'automne 2024.

## Musique
En plus de la musique de l'époque, le morceau Dance Away (en), issu de l'album de 1979 Manifesto par Roxy Music, est joué de temps en temps en arrière-plan (arrangé et adapté au style jazz des années 1920). Le chanteur britannique Bryan Ferry du groupe Roxy Music apparaît dans la deuxième saison en tant que chanteur de cabaret, interprétant Reason or Rhyme, issu de l'album de 2010 Olympia (en).
L'actrice lituanienne Severija Janušauskaitė, dans le rôle de Svetlana Sorokina, et travestie en chanteur masculin Nikoros, chante le thème principal Zu Asche, zu Staub de la série, dans le cabaret Moka Efti. Cette chanson a été produite sous le pseudonyme de « Severija ».
Les pièces orchestrales écrites par Johnny Klimek et Tom Tykwer pour la série ont été enregistrées en studio par l'Orchestre symphonique de la MDR sous la direction de Kristjan Järvi en juillet 2016. L'orchestre Moka Efti Orchestra (de) (créé initialement pour la série) a enregistré les morceaux dans le Tanzpalast (Palais de la danse).
Dans la quatrième saison, le titre phare Ein Tag wie Gold est chanté par Max Raabe (Emil Engel) accompagné par le Palast Orchester (de). Ce titre est aussi chanté par Meret Becker accompagnée par le groupe Meute. Le groupe bavarois LaBrassBanda participe aussi à la bande-son de cette saison.

## Lieux de tournage
Un nouvel ensemble de décors permanents a été construit pour la série au Studio Babelsberg à Potsdam, représentant des parties de nombreux quartiers de Berlin, y compris l'extérieur du Moka Efti, dans la Neue Berliner Straße (de). L'ensemble reste en place pour les futures saisons de la série ainsi que pour d'autres productions. Cet ensemble de décors (adaptables et modifiables en fonction des besoins), et connu sous le nom de « Metropolitan Backlots », a servi à plus de 350 productions cinématographiques.
La série a été filmée à Berlin et en d'autres lieux en Allemagne. De nombreuses scènes ont été tournées sur l'Alexanderplatz devant l'historique Alexanderhaus. Le quartier général de la police, situé directement derrière elle, et d'autres bâtiments environnants, ont tous été détruits pendant la Seconde Guerre mondiale. Pour la série, ils ont été recréés numériquement. L'hôtel de ville de Berlin a été utilisé pour la plupart des scènes, en gros plan, montrant l'extérieur de l'ancien quartier général de la police berlinoise surnommé le Château Rouge (Die Rote Burg), parce qu'il est revêtu de briques rouges et que son style architectural le fait ressembler à un château. Les scènes dans les ascenseurs paternoster ont été filmées à la Maison de la Radio. Les scènes d'intérieur dans le Moka Efti ont été filmées dans l'ancien cinéma le Kino Delphi de Weißensee à Berlin. D'autres scènes ont été filmées sur l'île aux Musées à Berlin et dans la station de métro Hermannplatz (émeutes sanglantes du 1er au 3 mai 1929) de Neukölln à Berlin, ainsi que dans l'église luthérienne du Saint-Sauveur sur la Havel à Potsdam. Les scènes se déroulant sur la propriété de la famille Nyssen ont été tournées au Château de Drachenburg en Rhénanie. Les scènes ferroviaires montrant un train à vapeur ont été filmées au Musée ferroviaire de Bavière à Nördlingen.

Quelques lieux de tournage
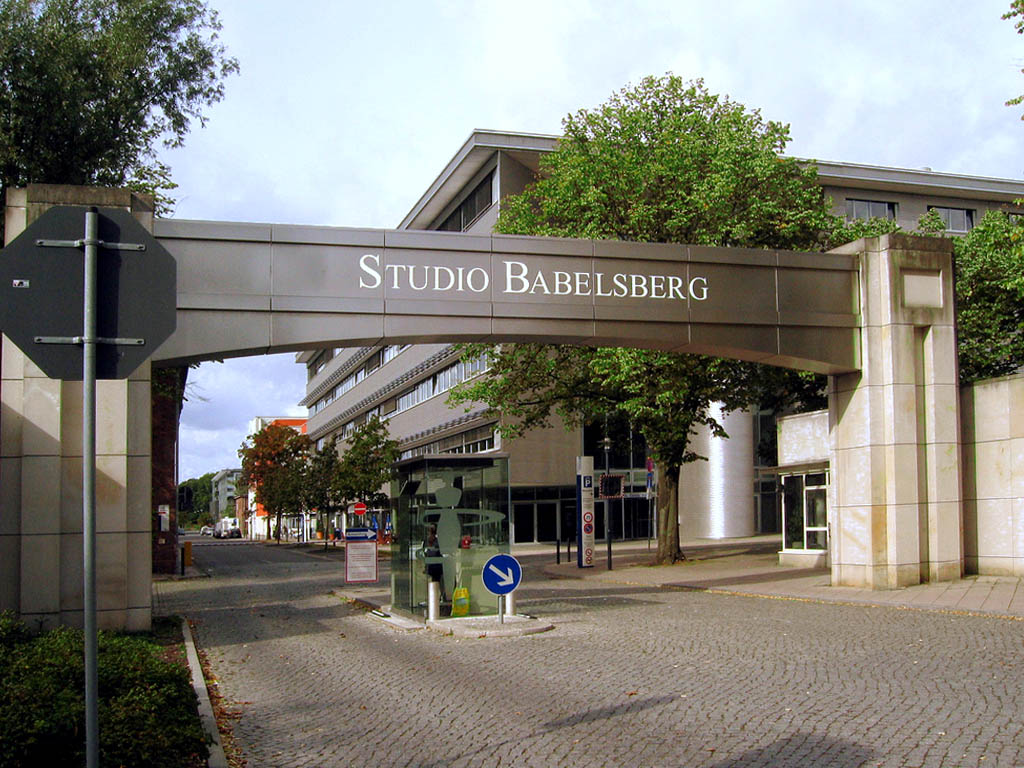
Studio Babelsberg à Potsdam
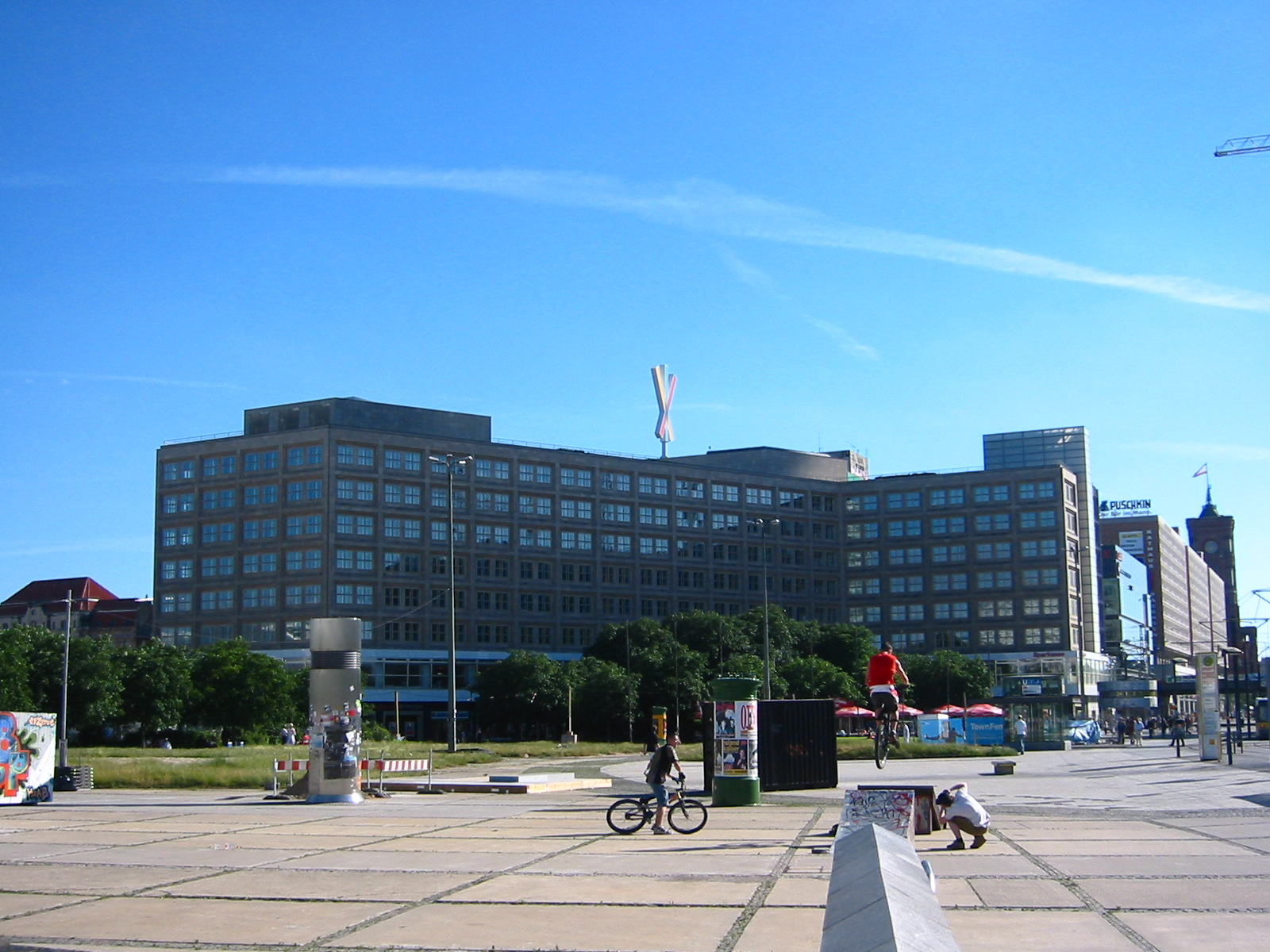
Alexanderhaus sur l'Alexanderplatz à Berlin-Mitte
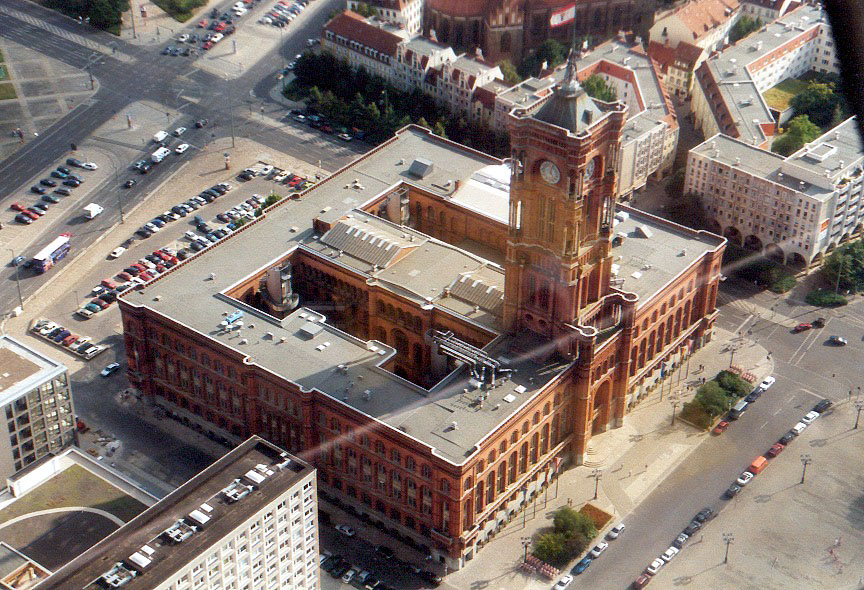
Hôtel de ville de Berlin
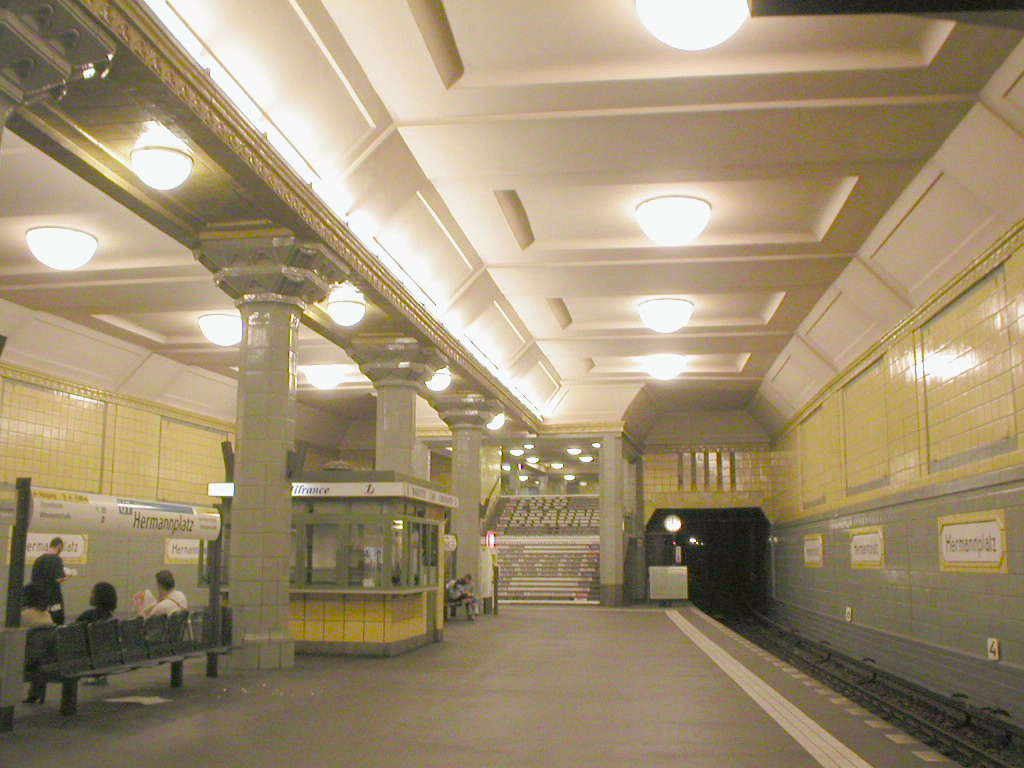
Station de métro Hermannplatz à Berlin-Neukölln
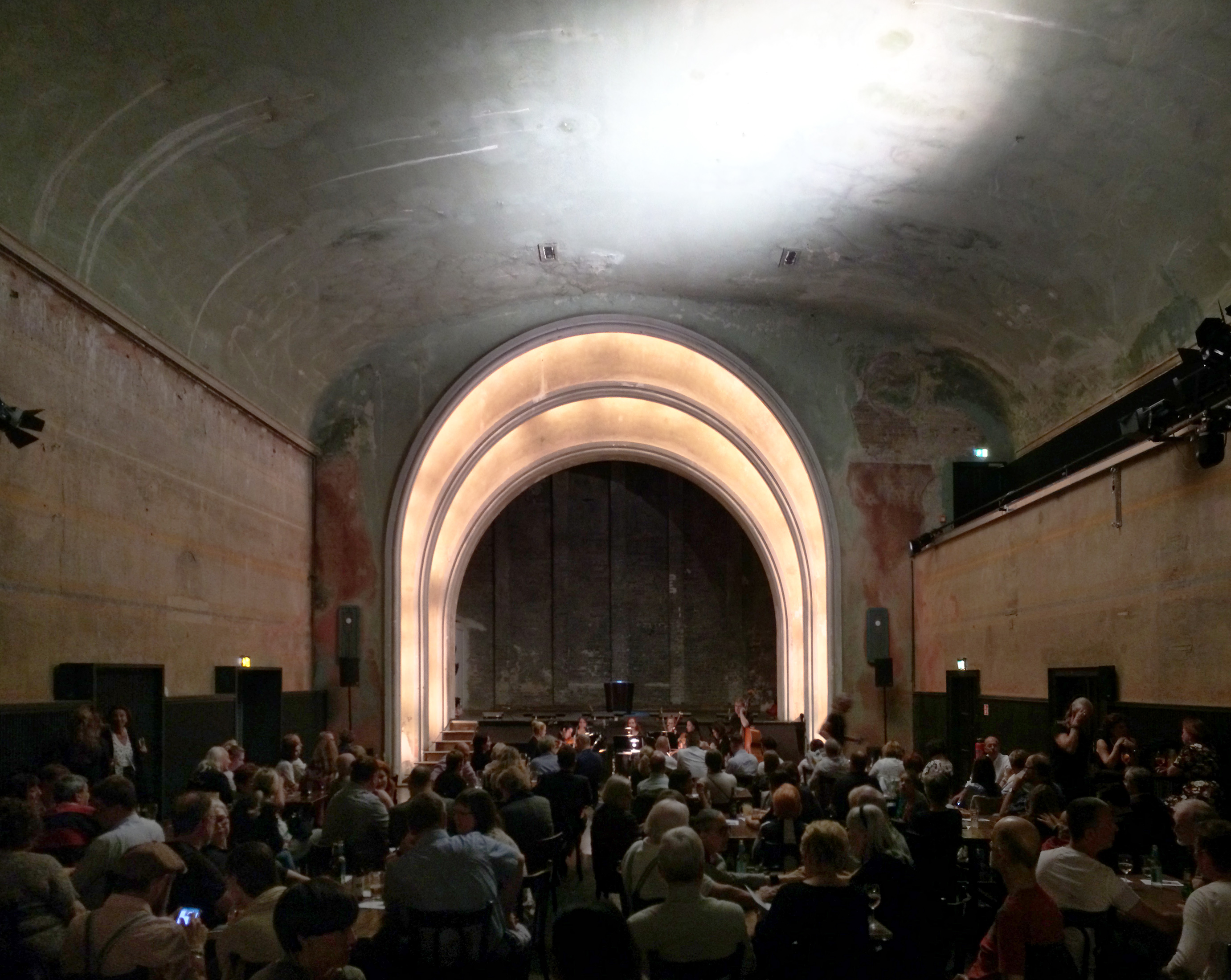
Ancien cinéma Kino Delphi à Berlin-Weißensee, pour les scènes intérieures dans le Moka Efti
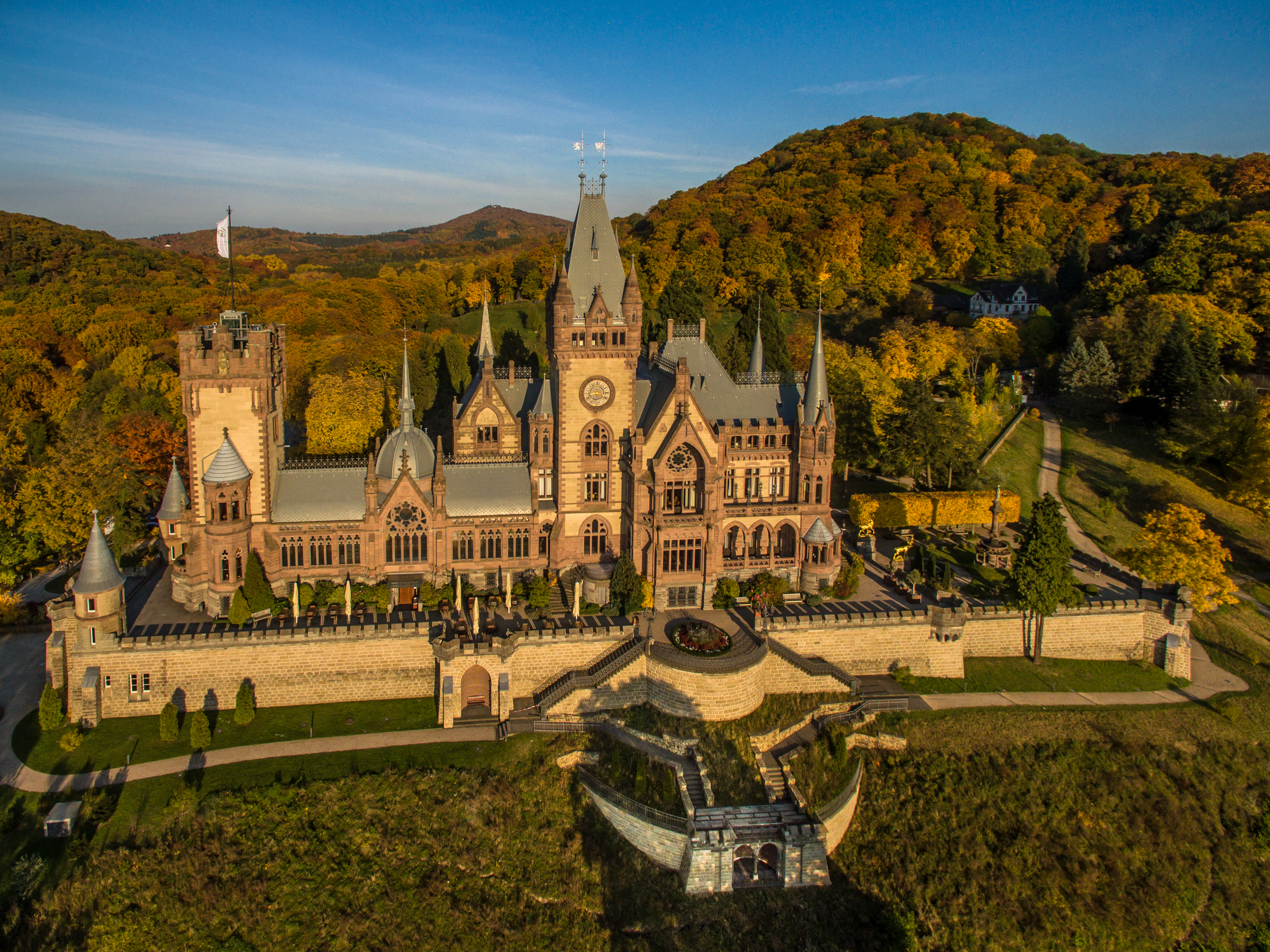
Château de Drachenburg en Rhénanie
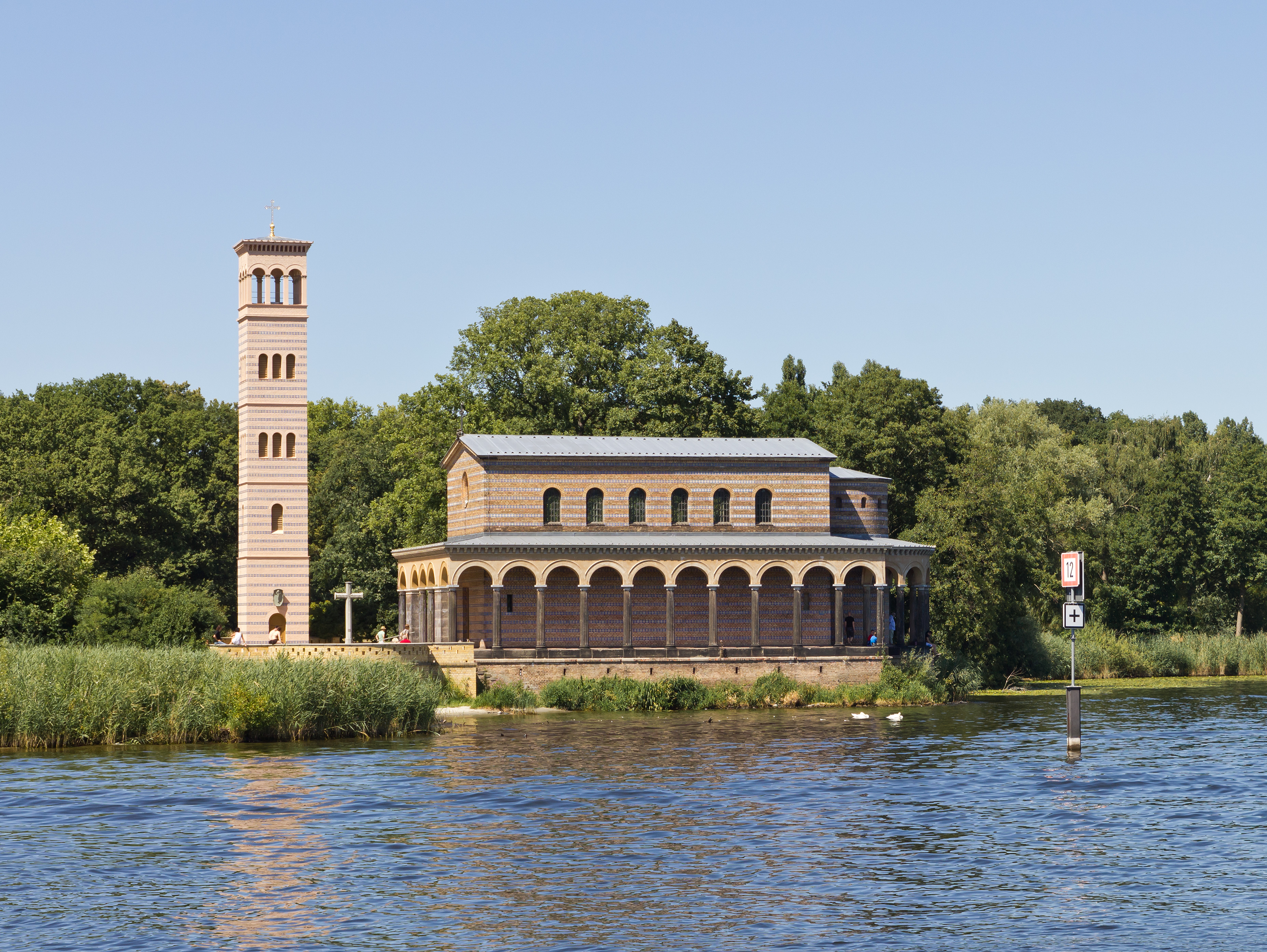
Église Saint-Sauveur à Potsdam

## Anachronismes et imprécisions
Le train pris en otage dans le premier épisode est tracté par une locomotive à vapeur BR 52 qui n'a été fabriquée qu'à partir de 1942. Celle qui a été utilisée pour la série est une version modernisée dans les années 1960.
Au début de la saison 1 des membres de la "cellule trotskyste" crient "Vive la IVe Internationale !". C'est censé se passer en 1929, or jusqu'en 1933 (prise de pouvoir d'Hitler) Trotsky défend fermement la position : "Pas de IVe Internationale, mais régénération révolutionnaire de l'Internationale Communiste (IIIe Internationale)".
À plusieurs reprises, les tramways berlinois sont présentés avec des pantographes. Le réseau berlinois de tramways, sous sa forme actuelle, date d'après la fin de la Seconde Guerre mondiale, quand il a été reconstruit. Des tramways historiques ayant été conservés, ceux-ci ont été modifiés entre 1949 et 1955 pour pouvoir circuler sur le nouveau réseau de la ville. Ils utilisent depuis des pantographes au lieu du système précédent de perche trolley.
Selon Tom Tykwer, on a supposé que les bâtiments Berolinahaus et Alexanderhaus de l'architecte Peter Behrens (recréés numériquement dans la série) existaient en 1929 sur l'Alexanderplatz. En fait, leur construction n'a commencé qu'en 1929/1930, pour s'achever en 1932.
Le Moka Efti de la série diffère dans son architecture du véritable café-dancing ; de plus il n'abritait pas de bordel comme dans la série.
Dans la saison 2, les services secrets soviétiques utilisent des pistolets Tokarev. Cette arme a été conçue en 1929/1930 pour le modèle TT30. Une première commande a été effectuée en février 1931 ; le TT33, modèle le plus courant qui est en fait une version simplifiée, a été mis en service début 1934.
Le Junkers Ju 52/3m que l'on voit dans la saison 2 n'a en fait volé qu'en 1931, or l'histoire est censée se passer en 1929.
Dans le huitième épisode de la saison 2, le personnage de Svetlana Sorokina interprète dans un cabaret parisien une version russe de la chanson Sombre Dimanche. La scène est censée se dérouler en 1929 ; or la version originale de cette chanson, œuvre du Hongrois Rezső Seress, ne sera composée que quatre ans plus tard, en 1933. La version russe, quant à elle, sera enregistrée par Piotr Lechtchenko en 1937.
La Reichswehr noire fut dissoute en 1923 après l'échec du Putsch de Custrin, et n'existait donc plus en 1929.
La saison 4 commence au début de 1931. À la fin de l'épisode 3, le Dr Schmidt teste l'action de la drogue de synthèse Pervitin sur un rongeur qui exarcerbe son agressivité face à un loup. La Pervitin, brevetée en octobre 1937 par le laboratoire allemand Temmler, n'a été commercialisée qu'en 1938.
Lors du procès de la saison 4, un protagoniste évoque le journal Le Monde, qui ne sera fondé qu'en 1944.

## Réception
Les spectateurs lui accordent la note de 4,2/5 sur le site internet Allociné. La plupart considère la série comme un véritable chef-d'œuvre, tant pour son réalisme que la richesse de son scénario.

## Distinctions
- 2018 : Prix de la télévision allemande
  - dans la catégorie Meilleure série dramatique
  - dans la catégorie Meilleure photographie pour Frank Griebe, Bernd Fischer et Philipp Haberlandt
  - dans la catégorie Meilleure musique pour Johnny Klimek et Tom Tykwer
  - dans la catégorie Meilleur équipement pour Pierre-Yves Gayraud (Costumes) et Uli Hanisch (Design de production)
- 2018 : Caméra d'or
  - dans la catégorie Meilleur acteur allemand pour Volker Bruch
- 2018 : Cérémonie Romy, (Autriche)
  - Événement télévisé de l'année
- 2018 : prix de la télévision bavaroise
  - Prix spécial
- 2018 : Shanghai International TV Festival
  - Magnolia Award Meilleure série de télévision étrangère
- 2018 : Seoul International Drama Awards – Daesang

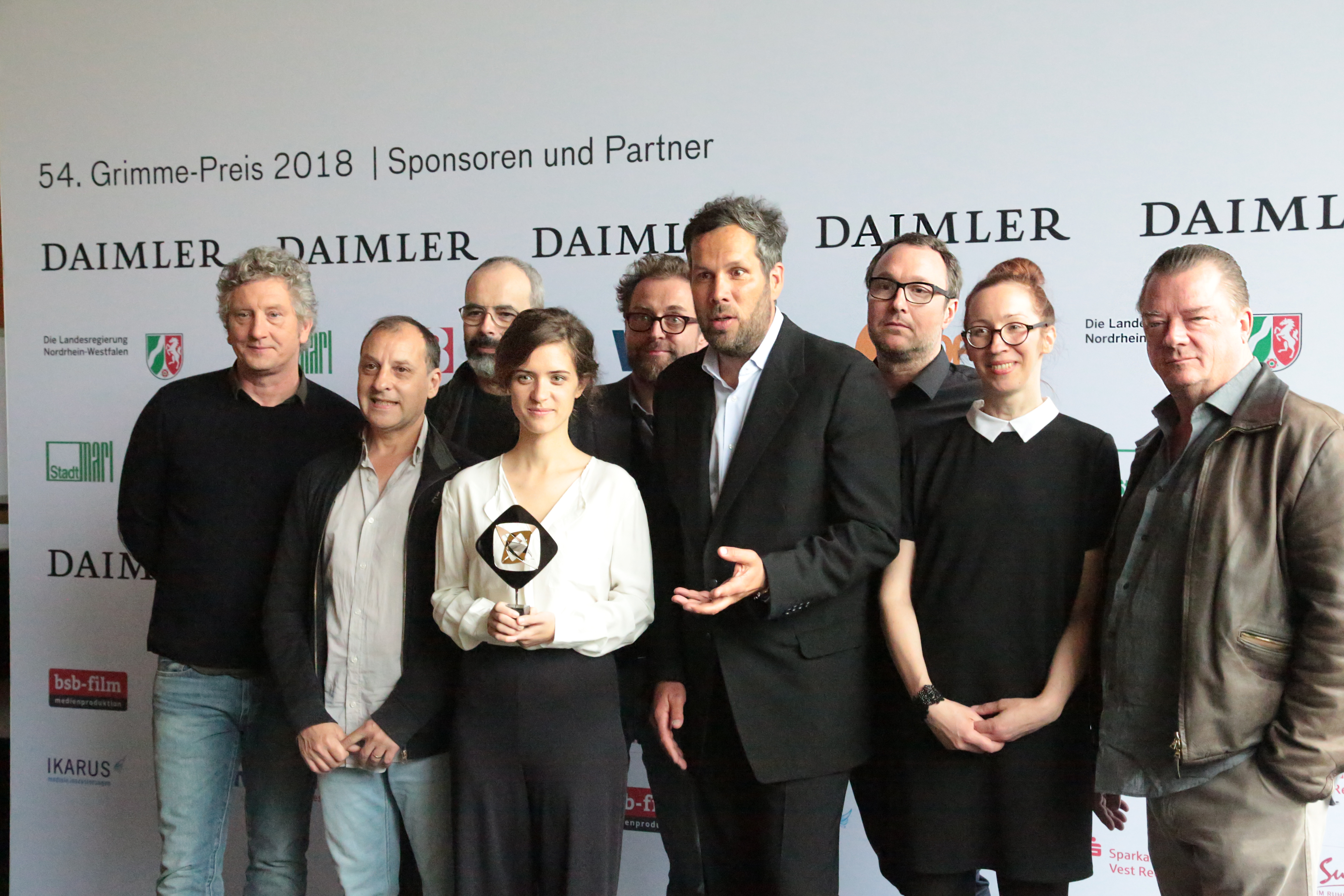
Remise du prix Adolf-Grimme en avril 2018

  - Grand Prix

- 2018 : Académie allemande de télévision (de)
  - Prix dans la catégorie Costume pour Pierre-Yves Gayraud
  - Prix dans la catégorie Masquage pour Heiko Schmidt, Kerstin Gaecklein et Roman Braunhofer (Masque pour effets spéciaux)
  - Prix dans la catégorie Musique pour Tom Tykwer et Johnny Klimek
  - Prix dans la catégorie Cascades pour Dani Stein
  - Prix dans la catégorie VFX / Animation pour Robert Pinnow
- en 2018 : Grimme Award
  - pour l'organisation et la distribution de la série[20].